# NGC 6912
NGC 6912 је спирална галаксија у сазвежђу Јарац која се налази на NGC листи објеката дубоког неба.
Деклинација објекта је - 18° 37' 3" а ректасцензија 20h 26m 52,1s. Привидна величина (магнитуда) објекта NGC 6912 износи 13,6 а фотографска магнитуда 14,3. NGC 6912 је још познат и под ознакама ESO 596-38, MCG -3-52-8, IRAS 20240-1846, PGC 64700.